# Joaquim Murat
Joaquim Napoleão Murat (nome de batismo em francês: Joachim Murat-Jordy, Labastide-Fortunière, 25 de março de 1767 – Pizzo, 13 de outubro de 1815) foi um Marechal da França e também Almirante da França durante o reinado de Napoleão Bonaparte, que o fez Grão-Duque de Berg e Cleves de 1806 até 1808, quando se tornou Rei de Nápoles até 1815.
Veterano das guerras revolucionárias francesas, Murat se tornou amigo de Napoleão após o levante de 13 Vendémiaire. Ele se casou com a irmã dele, Carolina Bonaparte, em janeiro de 1800, com quem teve quatro filhos. Murat participou então das primeiras grandes campanhas militares de Napoleão, na Itália, no Egito e na Síria. Em 1804, recebeu o posto de Marechal da França pelo agora Imperador Napoleão I. Quatro anos depois, foi feito rei de Nápoles. Durante as Guerras Napoleônicas, serviu na Espanha, na Áustria, na Rússia e ainda lutou na decisiva Batalha das Nações. Após esta última, que foi uma amarga derrota para a França, Murat fez um acordo com o Império Austríaco para salvar seu próprio trono em Nápoles. Quando, durante Congresso de Viena, percebeu que os aliados pretendiam retirar sua coroa, ele fez a "Declaração de Rimini", conclamando os nacionalistas italianos a lutar. Seguiu-se uma curta guerra contra a Áustria, que acabou terminando de forma desastrosa na Batalha de Tolentino.
Derrotado, e após a queda de Napoleão, em junho de 1815, Murat fugiu para a Córsega. Logo depois, partiu então para a região de Calábria para tentar incitar uma rebelião em seu favor com o propósito de reconquistar Nápoles, mas não foi bem-sucedido. As forças do rei Fernando I eventualmente o capturaram. Em 13 de outubro de 1815, Joaquim Murat foi executado por um pelotão de fuzilamento.